# Scopocira atypica
Scopocira atypica là một loài nhện trong họ Salticidae.
Loài này thuộc chi Scopocira. Scopocira atypica được Cândido Firmino de Mello-Leitão miêu tả năm 1922.